# Green Bay Packers 2000
La stagione 2000 dei Green Bay Packers è stata la 80ª della franchigia nella National Football League. Fu la prima stagione sotto la direzione del capo-allenatore Mike Sherman, il 13º della storia della squadra, e si chiuse con un record di 9-7 fuori dai playoff. Sia l'attacco che la difesa si piazzarono al 15º posto della lega.

## Roster
| Roster dei Green Bay Packers nel 2000 |
| --- |
| Quarterback - 4 Brett Favre - 11 Matt Hasselbeck - 7 Danny Wuerffel Running Back - 29 Herbert Goodman - 30 Ahman Green - 33 William Henderson FB - 25 Dorsey Levens - 28 Basil Mitchell - 22 De'Mond Parker - 44 Matt Snider FB Wide Receiver - 85 Corey Bradford - 80 Donald Driver - 86 Antonio Freeman - 82 Charles Lee - 84 Bill Schroeder Tight End - 81 Tyrone Davis - 88 Bubba Franks - 83 Ryan Wetnight Offensive Linemen - 76 Chad Clifton T - 72 Earl Dotson T - 58 Mike Flanagan C - 63 Raleigh McKenzie G - 62 Marco Rivera G - 79 Barry Stokes G - 65 Mark Tauscher T - 78 Ross Verba G - 68 Mike Wahle T - 52 Frank Winters C Defensive Linemen - 96 David Bowens DE - 71 Santana Dotson DT - 94 Kabeer Gbaja-Biamila DE - 90 Vonnie Holiday DE - 97 Cletidus Hunt DE - 98 Billy Lyon DT - 67 Russell Maryland DT - 91 John Thierry DE - 95 Steve Warren DT Linebacker - 59 Na'il Diggs OLB - 57 Chris Gizzi OLB - 55 Bernardo Harris MLB - 56 Eugene McCaslin OLB - 54 Nate Wayne OLB - 51 Brian Williams - 50 K.D. Williams OLB Defensive Back - 31 Chris Akins S - 36 LeRoy Butler SS - 24 Antuan Edwards FS - 27 Tod McBride CB - 43 Scott McGarrahan SS - 34 Mike McKenzie CB - 20 Allen Rossum CB - 42 Darren Sharper FS - 37 Tyrone Williams CB Special Team - 9 Josh Bidwell P - 60 Rob Davis LS - 8 Ryan Longwell K Lista delle riserve - 21 Gary Berry FS (IR) - 61 Scott Curry T (IR) - -- Anthony Lucas WR (PUP) - 32 Rondell Mealey RB (IR) Squadra di allenamento - 19 Kenny Coutain WR - 46 Jason Gavadza TE - 75 Craig Heimburger G - 64 Tom Schau C/G |
| Legenda - I rookie sono in corsivo. - Il primo ruolo è il principale mentre gli eventuali successivi indicano i ruoli secondari. - (IR) sta per Injured Reserve ed indica la lista ristretta per un solo giocatore infortunato che può tornare ad allenarsi dopo la settimana 6 e a rientrare in prima squadra dopo che questa ha giocato 8 partite. - (NF-Inj.) / (NF-Ill.) stanno rispettivamente per Non-Football Injured e Non-Football Illness ed indicano le liste dove viene inserito un giocatore che ha un infortunio o una malattia non dipendente dal football americano. - (PUP) sta per Physically Unable to Perform ed indica la lista dove viene inserito un giocatore mentre è in attesa di recuperare la condizione fisica. Nella stagione regolare dopo la sesta partita giocata dalla propria squadra, il giocatore ha tempo tre settimane per riprendere ad allenarsi, più tre settimane aggiuntive dal suo rientro agli allenamenti per rientrare in prima squadra. |

## Calendario
| Stagione regolare |                    |                         |                    |                    |                              |                    |                    |
| Turno             | Data               | Avversario              | Risultato          | Record             | Stadio                       | Pubblico           |                    |
| 1                 | 3 settembre        | New York Jets           | S 16–20            | 0–1                | Lambeau Field                | 59,870             |                    |
| 2                 | 10 settembre       | at Buffalo Bills        | S 18–27            | 0–2                | Ralph Wilson Stadium         | 72,722             |                    |
| 3                 | 17 settembre       | Philadelphia Eagles     | V 6–3              | 1–2                | Lambeau Field                | 59,869             |                    |
| 4                 | 24 settembre       | at Arizona Cardinals    | V 29–3             | 2–2                | Sun Devil Stadium            | 69,568             |                    |
| 5                 | 1 ottobre          | Chicago Bears           | S 24–27            | 2–3                | Lambeau Field                | 59,869             |                    |
| 6                 | 8 ottobre          | at Detroit Lions        | S 24–31            | 2–4                | Pontiac Silverdome           | 77,549             |                    |
| 7                 | 15 ottobre         | San Francisco 49ers     | V 31–28            | 3–4                | Lambeau Field                | 59,870             |                    |
| 8                 | Settimana di pausa | Settimana di pausa      | Settimana di pausa | Settimana di pausa | Settimana di pausa           | Settimana di pausa | Settimana di pausa |
| 9                 | 29 ottobre         | at Miami Dolphins       | S 20–28            | 3–5                | Pro Player Stadium           | 73,740             |                    |
| 10                | 6 novembre         | Minnesota Vikings       | V 26–20 (dts)      | 4–5                | Lambeau Field                | 59,854             |                    |
| 11                | 12 novembre        | at Tampa Bay Buccaneers | S 15–20            | 4–6                | Raymond James Stadium        | 65,621             |                    |
| 12                | 19 novembre        | Indianapolis Colts      | V 26–24            | 5–6                | Lambeau Field                | 59,869             |                    |
| 13                | 27 novembre        | at Carolina Panthers    | S 14–31            | 5–7                | Ericsson Stadium             | 73,295             |                    |
| 14                | 3 dicembre         | at Chicago Bears        | V 28–6             | 6–7                | Soldier Field                | 66,944             |                    |
| 15                | 10 dicembre        | Detroit Lions           | V 26–13            | 7–7                | Lambeau Field                | 59,854             |                    |
| 16                | 17 dicembre        | at Minnesota Vikings    | V 33–28            | 8–7                | Hubert H. Humphrey Metrodome | 64,183             |                    |
| 17                | 24 dicembre        | Tampa Bay Buccaneers    | V 17–14 (dts)      | 9–7                | Lambeau Field                | 59,692             |                    |

Note: gli avversari della propria division sono in grassetto.

## Classifiche
| NFL Central              |    |    |   |      |     |     |     |
|                          | V  | S  | P | %    | PF  | PS  | STR |
| (2) Minnesota Vikings    | 11 | 5  | 0 | .688 | 397 | 371 | S3  |
| (5) Tampa Bay Buccaneers | 10 | 6  | 0 | .625 | 388 | 269 | S1  |
| Green Bay Packers        | 9  | 7  | 0 | .563 | 353 | 323 | V4  |
| Detroit Lions            | 9  | 7  | 0 | .563 | 307 | 307 | S1  |
| Chicago Bears            | 5  | 11 | 0 | .313 | 216 | 355 | V1  |